# Graphiocladiella
Graphiocladiella är ett släkte av svampar. Graphiocladiella ingår i familjen Ophiostomataceae, ordningen blånadssvampar, klassen Sordariomycetes, divisionen sporsäcksvampar och riket svampar.
|                  | Pesotum                                      |
|                  |                                              |
|                  | Ophiostoma                                   |
|                  |                                              |
|                  | Verticicladiella                             |
|                  |                                              |
|                  | Leptographium                                |
|                  |                                              |
|                  | Grosmannia                                   |
|                  |                                              |
|                  | Ceratocystiopsis                             |
|                  |                                              |
|                  | Graphilbum                                   |
|                  |                                              |
|                  | Sporothrix                                   |
|                  |                                              |
|                  | Raffaelea                                    |
|                  |                                              |
|                  | Phialographium                               |
|                  |                                              |
|                  | Dryadomyces                                  |
|                  |                                              |
|                  | Pachnodium                                   |
|                  |                                              |
|                  | Klasterskya                                  |
|                  |                                              |
|                  | Spumatoria                                   |
|                  |                                              |
|                  | Knoxdaviesia                                 |
|                  |                                              |
| Graphiocladiella | \| \| Graphiocladiella clavigera \| \| \| \| |
|                  | \| \| Graphiocladiella clavigera \| \| \| \| |
|                  | Graphiocladiella clavigera                   |
|                  |                                              |

|  | Graphiocladiella clavigera |
|  |                            |